# Мазуркі (Підляське воєводство)
Мазуркі (пол. Mazurki) — село в Польщі, у гміні Августів Августівського повіту Підляського воєводства.
Населення — 143 особи (2011).
У 1975-1998 роках село належало до Сувальського воєводства.

## Демографія
Демографічна структура станом на 31 березня 2011 року:
|          | Загалом | Допрацездатний вік | Працездатний вік | Постпрацездатний вік |
| -------- | ------- | ------------------ | ---------------- | -------------------- |
| Чоловіки | 65      | 14                 | 45               | 6                    |
| Жінки    | 78      | 23                 | 41               | 14                   |
| Разом    | 143     | 37                 | 86               | 20                   |